# 산달연륙교
산달연륙교(山達連陸橋)는 경상남도 거제시 거제면 법동리와 경상남도 거제시 거제면 산전리 산달도를 잇는 다리이다. 사장교로 이루어져 있으며, 총 길이 1,413m의 접속도로 및 도로 본선에 교량 길이는 620m로 도로교통이 연결되지 않았던 산달도에 도로교통을 접속시키는 성과를 냈다.
산달연륙교는 2013년 10월 착공해 2018년 9월 20일 완공되었다.

## 같이 보기
- 산달도